# Nesaea dodecandra
Nesaea dodecandra là một loài thực vật có hoa trong họ Lythraceae. Loài này được (DC.) Koehne mô tả khoa học đầu tiên năm 1882.